# Clem Beauchamp
Clement Hoyt "Clem" Beauchamp (26 de agosto de 1898-14 de noviembre de 1992), también conocido como Jerry Drew en su primera etapa como intérprete, fue un actor y director de segunda unidad de nacionalidad estadounidense, premiado en 1935 con el Premio Óscar al mejor asistente de dirección por su trabajo en The Lives of a Bengal Lancer. Además, al año siguiente fue nominado en la misma categoría por The Last of the Mohicans.

## Biografía
Nacido en Bloomfield (Iowa), Beauchamp era uno de los dos hijos de Charles y Ula Beauchamp. En su niñez la familia vivió en Denver, Colorado, y en Fort Worth, Texas. Tras el divorcio del matrimonio, la madre Beauchamp hubo de ir a vivir con sus hijos a Los Ángeles, California. En esa ciudad, a los 16 años de edad Beauchamp empezó a trabajar en el cine como doble. Su primera película conocida fue Stupid, But Brave.  Posteriormente actuaría en The Painted Desert, compartiendo pantalla con Clark Gable y William Boyd. En 1933 trabajó en la comedia de W.C. Fields International House, con un papel sin acreditar.
Más adelante intervino en varias películas de Tarzán y Dick Tracy, hasta que finalmente se hizo director de producción. En este puesto participó en películas como las dirigidas por Fred Zinnemann The Men (1950) y High Noon (1952), Muerte de un viajante (1951) y las cintas de Stanley Kramer Fugitivos (1958), Judgment at Nuremberg (1961) y El mundo está loco, loco, loco (1963). Otros directores con los que trabajó fueron Blake Edwards en La carrera del siglo (1965) y William A. Graham en Waterhole No. 3 (1967). Beauchamp también fue director de producción en la serie televisiva Aventuras de Superman, protagonizada por George Reeves.
Beauchamp estuvo casado con la actriz y comediante Anita Garvin, recordada por sus once filmes con Stan Laurel y Oliver Hardy. Tras divorciarse, en 1935 se casó con la continuista Sydney Hein. Clem Beauchamp falleció en 1992 en Santa Rosa (California), por causas naturales. 

## Premios y distinciones
Premios Óscar
| Año  | Categoría                    | Película                | Resultado |
| ---- | ---------------------------- | ----------------------- | --------- |
| 1936 | Mejor asistente de dirección | Tres lanceros bengalíes | Ganador   |